# Lysandra supprapennina
Lysandra supprapennina är en fjärilsart som beskrevs av Ruggero Verity. Lysandra supprapennina ingår i släktet Lysandra och familjen juvelvingar. Inga underarter finns listade i Catalogue of Life.